# Vyacheslavita
La vyacheslavita és un mineral de la classe dels fosfats. Rep el nom de Viatxeslav Gavrílovich Melkov (1911-1991), mineralogista rus especialitzat en minerals d'urani. Un altre mineral, la melkovita, també va rebre el nom en honor seu.

## Característiques
La vyacheslavita és un fosfat de fórmula química U(PO₄)(OH)·nH₂O. Va ser aprovada com a espècie vàlida per l'Associació Mineralògica Internacional l'any 1983. Cristal·litza en el sistema ortoròmbic.
Segons la classificació de Nickel-Strunz, la vyacheslavita pertany a «08.DN - Fosfats, etc, només amb cations de mida gran» juntament amb els següents minerals: natrofosfat, isoclasita, lermontovita i urphoïta.

## Formació i jaciments
Va ser descrita gràcies a les mostres obtingudes als dipòsits d'urani de Dzhentuar i de Rudnoye, tots dos als monts Auminzatau, a la regió de Navoi, a l'Uzbekistan. També ha estat descrita a diversos indrets d'Eslovàquia, Alemanya i la República Txeca.